# いて座
いて座（いてざ、Sagittarius）は、現代の88星座の1つで黄道十二星座の1つ。2世紀頃にクラウディオス・プトレマイオス（トレミー）が選んだ「トレミーの48星座」の1つ。半人半獣の姿をした弓の射手をモチーフとしている。冬至点や天の川銀河の中心がこの星座の領域にある。

## 主な天体

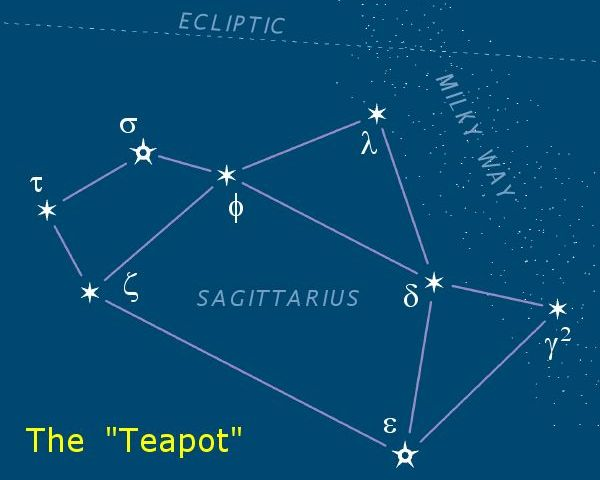
「ティーポット」の星々。

いて座の領域には天の川銀河の中心があるため、天の川はこの付近が最も濃く見える。また、星雲や星団も数多く見られる。
λ-φ-σ-τ-ζ-μの6つを繋いだ形を、枡を伏せた柄杓に見立てた姿は南斗六星として知られている。英語圏でも ミルク・ディッパー (英: Milk Dipper) と呼ばれる。
英語圏では、γ-δ-λ-φ-σ-τ-ζ-εを繋いでできるアステリズムを、「ティーポット (英: Teapot)」と呼んでいる。ティーポットの北側にある ξ2-ο-π-ρ1が作る星の並びを「ティースプーン (英: Tea spoon)」と呼ぶこともある。

### 恒星
ε星、σ星の2つの2等星がある。
国際天文学連合 (IAU) によって17個の恒星に固有名が認証されている。
- α星：見かけの明るさ3.943等の4等星[7]。固有名の「ルクバト[8](Rukbat[6])」は、アラビア語で「射手の膝」を意味する言葉に由来する[9]。
- β1星：見かけの明るさ4.01等の4等星[10]。固有名の「アルカブ・プリオル[8](Arkab prior[6])」は、アラビア語で「射手のアキレス腱」を意味する言葉に由来するArkab[9]に、ラテン語で「前者」を意味するpriorを付けた合成語である。
- β2星：見かけの明るさ4.27等の4等星[11]。固有名の「アルカブ・ポステリオル[8](Arkab Posterior[6])」は、アラビア語で「射手のアキレス腱」を意味する言葉に由来するArkab[9]に、ラテン語で「後者」を意味するposteriorを付けた合成語である。
- γ2星：見かけの明るさ2.99等の3等星[12]。固有名の「アルナスル[8](Alnasl[6])」は、アラビア語で「矢の先端」を意味する言葉に由来する[9]。
- δ星：見かけの明るさ2.668等の3等星[13]。固有名の「カウス・メディア[8](Kaus Media[6])」は、アラビア語で「弓の中央」を意味する言葉に由来する[9]。
- ε星：いて座で最も明るく見える、見かけの明るさ1.81等の2等星[4]。A星の固有名「カウス・アウストラリス[8](Kaus  Australis[6])」は、アラビア語で「弓の南側」を意味する言葉に由来する[9]。
- ζ星：見かけの明るさ2.59等の3等星[14]。A星の固有名「アセッラ[8](Ascella[6])」は、ラテン語で「腋の下」を意味する言葉に由来する[9]。
- λ星：見かけの明るさ2.81等の3等星[15]。固有名の「カウス・ボレアリス[8](Kaus Borealis[6])」は、アラビア語で「弓の北側」を意味する言葉に由来する[9]。
- μ星：見かけの明るさ3.85等の4等星[16]。Aa星に「ポリス[8](Polis[6])」という固有名が付けられている。
- ν1星：見かけの明るさ4.845等の5等星[17]。A星に「アインアルラーミー[8](Ainalrami[6])」という固有名が付けられている。
- π星：見かけの明るさ2.88等の3等星[18]。A星に「アルバルダ[8](Albaldah[6])」という固有名が付けられている。
- σ星：[5]。南斗六星の星の中で最も明るく、いて座全体でも2番目に明るく見える2等星[5]。Aa星の固有名「ヌンキ[8](Nunki[6])」は、シュメールの表意文字で書かれたバビロニアの言葉に由来する[9]。
- ω星：見かけの明るさ4.70等の5等星[19]。A星の固有名「テレベッルム[8](Terebellum[6])」は、クラウディオス・プトレマイオスが著書『アルマゲスト』の中でいて座の東側にあるこの星と59番星、60番星、62番星を繋いで描いた「Terebellum」というアステリズムに由来する[20]。
- HD 164604：国際天文学連合の100周年記念行事「IAU100 NameExoworlds」でチリに命名権が与えられ、主星はPincoya、太陽系外惑星はCaleucheと命名された[21]。
- HD 179949：国際天文学連合の100周年記念行事「IAU100 NameExoworlds」でブルネイに命名権が与えられ、主星はGumala、太陽系外惑星はMastikaと命名された[21]。
- HD 181342：国際天文学連合の100周年記念行事「IAU100 NameExoworlds」でセネガルに命名権が与えられ、主星はBelel、太陽系外惑星はDopereと命名された[21]。
- HD 181720：国際天文学連合の100周年記念行事「IAU100 NameExoworlds」でガーナに命名権が与えられ、主星はSika、太陽系外惑星はTogeと命名された[21]。

固有名がついていない星の中で有名な星としては、以下の星がある。
- ピストル星：高光度青色変光星で青色超巨星。
- LBV 1806-20：高光度青色変光星で青色超巨星。
- ロス154：太陽系から9.68光年の距離に存在する赤色矮星。
- S2：いて座A*の周囲を公転する恒星。

### 星団・星雲・銀河

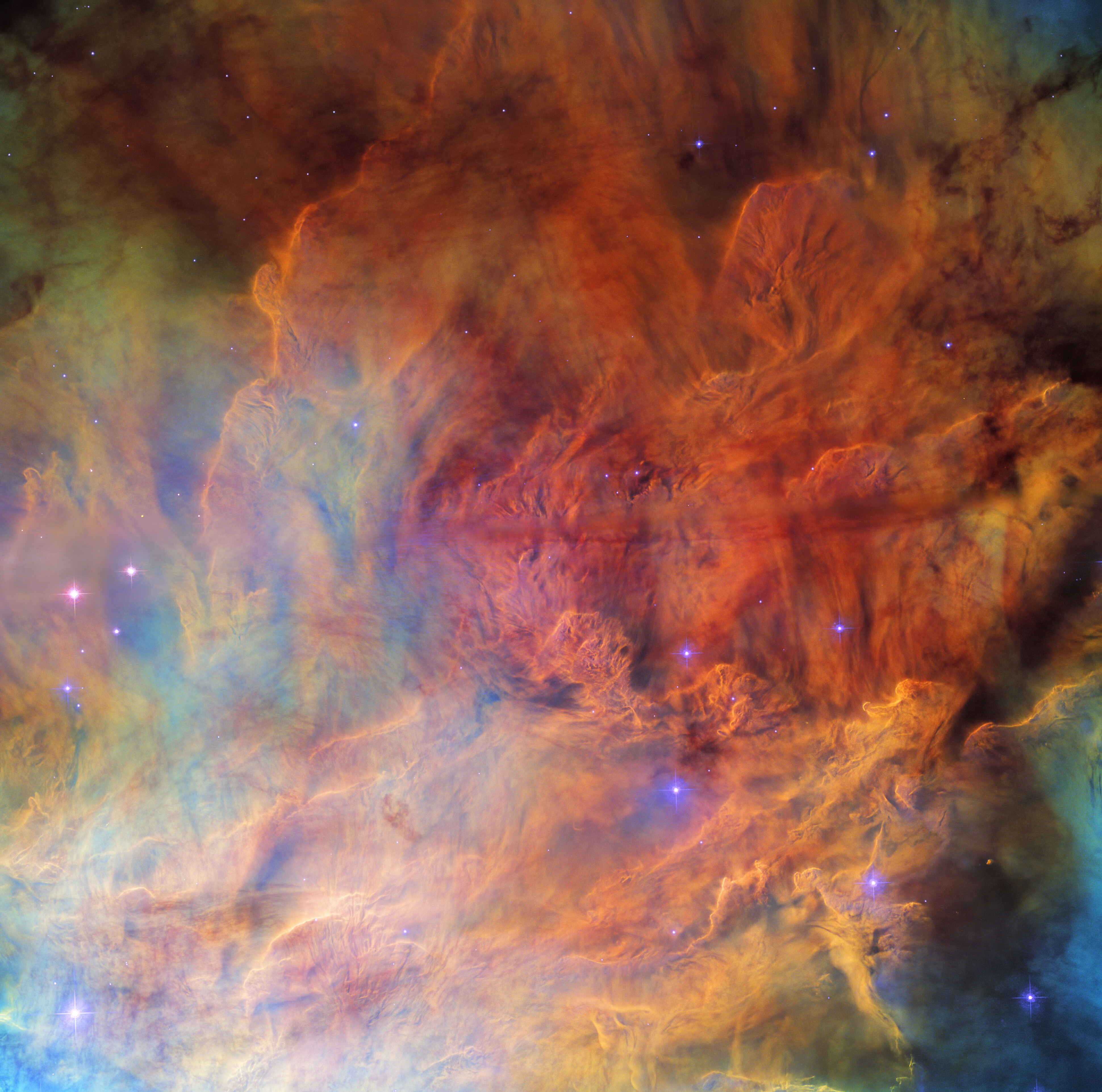
ハッブル宇宙望遠鏡が撮像したNGC6530。

- M22：球状星団。明るさはM13に匹敵し、条件が良ければ肉眼でも確認できる。
- M54：球状星団。ζ星のから南0.5°、西1.5°に位置する。口径40cmでも星を分離するのは困難で、ざらざらとした印象に見え、ほとんど星は分離できない。実は天の川銀河に属さず、その伴銀河であるいて座矮小楕円銀河 (SagDEG) に属する。
- M55：球状星団。δ星の西7.5°にある。双眼鏡でも充分楽しめる比較的大きな星団。
- M8（干潟星雲）：散光星雲。λ星の近くにあり、望遠鏡で見ると美しい。
- M17（オメガ星雲）：散光星雲。白鳥星雲または馬蹄形星雲とも呼ばれる。たて座境界付近にある。なお、ケンタウルス座のω星団とは異なる。
- M20（三裂星雲）：散光星雲。M8 の北にある大きな散光星雲。ここには若くて温度の高い星がいくつもある。
- NGC 6530：若い散開星団。

### その他

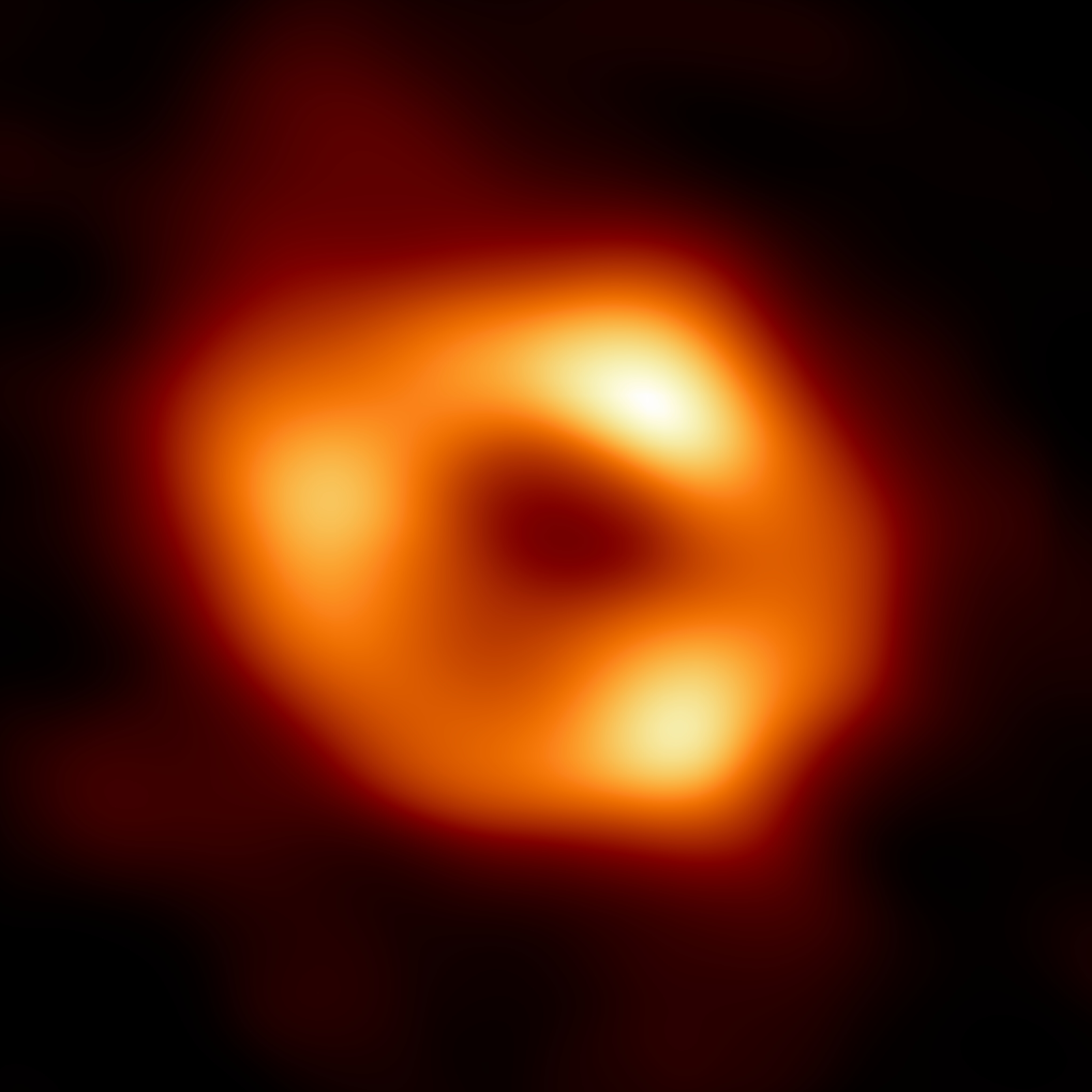
イベントホライズンテレスコープが捉えたいて座A*

- いて座A：天の川銀河中心に存在する電波源。その中に超大質量ブラックホール「いて座A*」が存在する。
- いて座A*：いて座Aの中に位置する電波源で、その正体は超大質量ブラックホールと考えられている。2022年5月にイベントホライズンテレスコープによる撮像が公表された。

## 由来と歴史
いて座はシュメールに起源を持つとされ、戦争と狩猟の神「パ・ビル・サグ (PA.BIL.SAG)」がその原型とされる。パ・ビル・サグは、弓を構えた姿で描かれ、半人半馬やサソリの体や尾を持つものなど様々なバリエーションがある。紀元前1100年頃のバビロニアのネブカドネザル1世時代のものとされるクドゥル（境界石）には翼を生やしたサソリの体を持つパ・ビル・サグが描かれており、エンリルの息子ニヌルタとも同一視されていたとされる。オーストリアのアッシリア学者ヘルマン・フンガーとアメリカの数理天文学・古典学者のデイヴィッド・ピングリー (David Pingree) が解読した、紀元前500年頃のメソポタミアの粘土板文書『ムル・アピン (MUL.APIN)』でも、いて座の星々はパ・ビル・サグとされている。
1922年5月にローマで開催されたIAUの設立総会で現行の88星座が定められた際にそのうちの1つとして選定され、略称はSgrと定められた。ラテン語名の略符は、かつては「Sag」と「Sgr」の二通りがあったが、このときに後者が正式なものとされた。ところが、英語圏の銀河天文学の研究者の間で Sag を使う例が見られるようになった。たとえば、いて座矮小楕円銀河は "SagDEG" と略記される。

### アラビア
アラビアでは、γ-δ-ηの3星は、al-Naʽām al-Wārid、あるいは複数形の al-Naʽāim al-Wāridah と呼ばれ、天の川の水を飲みに来たダチョウまたはその一群と見られていた。これに対し、χ-τ-σ-φの4星は al-Naʽām al-Ṣādirah、あるいは複数形の al-Naʽāim al-Ṣādirah と呼ばれ、天の川の水を飲んで帰っていくダチョウまたはその一群と見られていた。

### 中国
| 『古今図書集成』に描かれた箕宿の星々。 |  | 『古今図書集成』に描かれた斗宿の星々。 |
| 『古今図書集成』に描かれた箕宿の星々。 |  | 『古今図書集成』に描かれた斗宿の星々。 |

中国の天文では、いて座の星々は二十八宿の東方青龍七宿の第七宿「箕宿」と北方玄武七宿の第一宿「斗宿」に配されていた。
箕宿では、γ・δ・ε・ηの4星が、糠を取る農具を表す星官「箕」を成していた。

斗宿では、φ・λ・μ・σ・τ・ζの南斗六星の6星が作る星官は「斗」と呼ばれた。3番星は、へびつかい座の6星とともに星官「天籥」を成した。ξ2・ο・π・ 43・&ro;1・υの5星は「旗」を表す星官「建」を成した。55番星と56番星の2星は時間を司る鳥を表す星官「天鶏」を成した。52番星とχ星の2星は「犬」を表す星官「狗」を成した。『アルマゲスト』のTerebellumと同じω・60・62・59の4星が作る四辺形は「犬が住む国」を表す星官「狗国」を成した。β2・β1・αの3星は「天の淵」を表す星官「天淵」を成した。農事を司る官職を表す「農丈人」はHD172910という5等星1つで表された。

## 神話

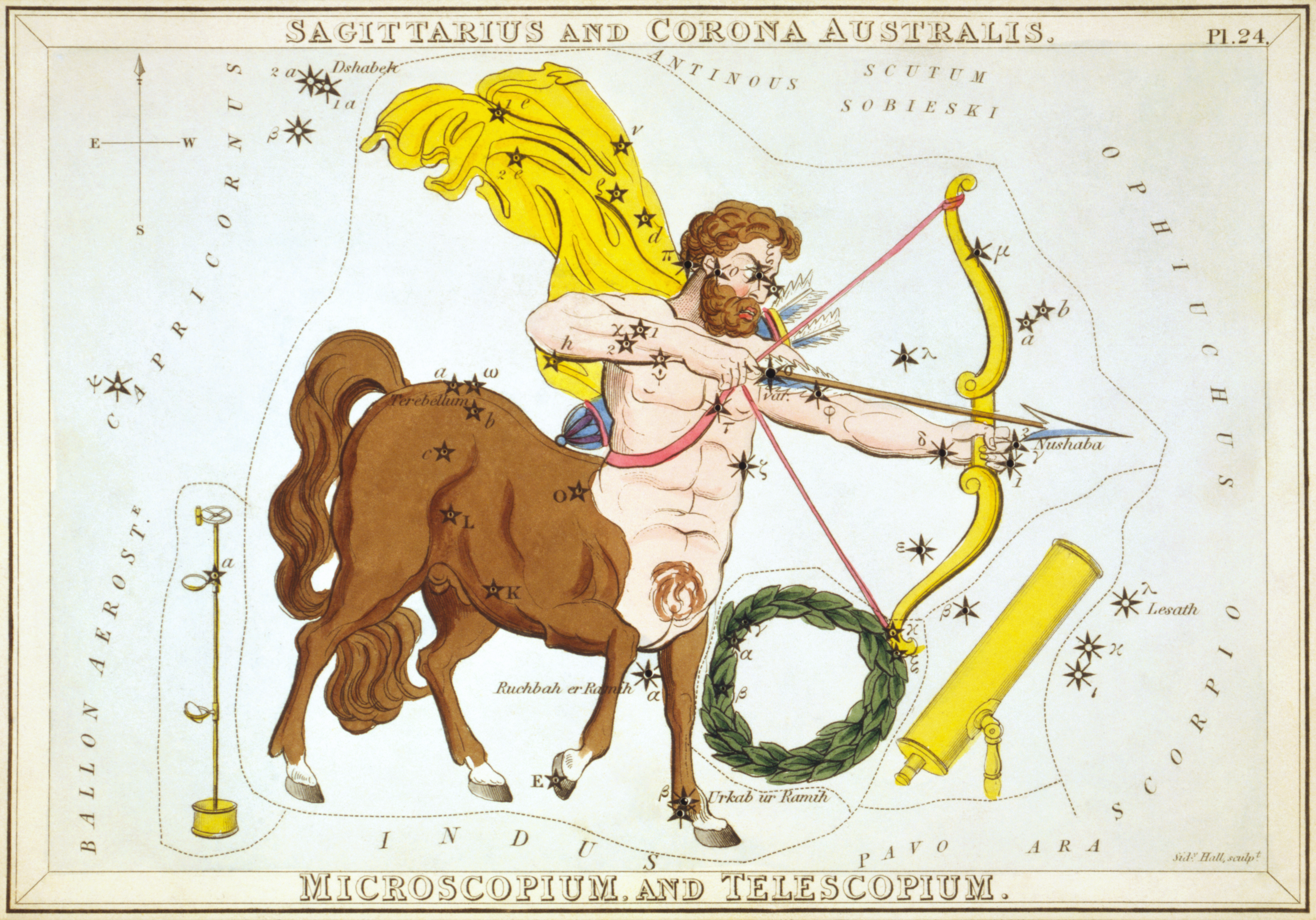
19世紀の星座カード集『ウラニアの鏡』に描かれたいて座。

日本では、いて座は「半人半馬の賢人ケイローンが弓を引く姿とされ、ヘーラクレースが誤って放った毒矢が当たり、苦痛のためゼウスに死を願って聞き入れられ、彼の死を悼んで天に上げられて星座となった」とする話が伝えられる。しかし、紀元前3世紀頃の学者エラトステネースや紀元前1世紀頃の著作家ヒュギーヌスは、ケイローンをモデルとする星座はケンタウルス座であるとしていた。エラトステネースは著書 『カタステリスモイ』（希: Καταστερισμοί）の中で、この星座はケンタウロスではない、とする説を紹介している。その根拠として、ケンタウロス族は弓を使わないこと、星座が四つ足を持っているようには見えないことを挙げ、この星座はケンタウロスではなく、馬の足と尾を持つサテュロスのような人物であるとしている。エラトステネースは、アレキサンドリアの七詩聖のひとりソシテオスの伝える話として、この星座は弓を発明したクロートス（Crotus）であるとし、ケンタウロス説を強く否定している。クロートスは、ムーサイの乳母エウペーメー（Eupheme）の息子で、ムーサイたちとともにヘリコン山で暮らしていた。クロートスは彼女らのリズムのない歌に手拍子でリズムをつけて彼女らを讃えた。ムーサイたちは父ゼウスにクロートスに栄誉を授けるように頼み、ゼウスは娘たちの頼みを聞き入れて、クロートスの得意な弓を携えた姿で彼を星々の間に置くこととした。ヒュギーヌスもいて座のモデルはクロートスとしており、著書『神話集 (Fabulae)』の中で「クロートスはパーン（Pan）とエウペーメーの息子である」として、彼がサテュロスのような出で立ちであることの理由付けをしている。ただしヒュギーヌスは著書『天文詩 (Poeticon astronomicon)』の中では、いて座となったクロートスが馬の足とサテュロスの尾を持つ姿になったのは、彼の得意な馬術を示すためと、豊穣神リーベルがサテュロスを喜ばせるのと同じくらいムーサイたちが喜んだことを示すためである、としている。
これに対して、紀元前3世紀頃の詩人アラートスは、いて座を4本足の生き物としている。2世紀頃のプトレマイオスもいて座は4本足としており、肩にマントを羽織っていると描写している。
いて座が2本足か4本足かはさておき、星座とその神話・伝承のイギリスの研究家イアン・リドパスやアメリカのギリシャ・ローマ神話の研究家セオニー・コンドスは、これらのエラトステネースやヒュギーヌスの説を採り、いて座のモデルはクロートスであり、ケイローンであるとするのは誤りであるとしている。

## 呼称と方言
日本では、1879年（明治12年）にノーマン・ロッキャーの著書『Elements of Astronomy』を訳した『洛氏天文学』が刊行された際に「弓手」という訳語が充てられた。1908年（明治41年）4月に創刊された日本天文学会の会誌『天文月報』では、同年6月の第3号から「射手」という星座名が記された星図が掲載されており、1910年（明治43年）2月に訳語が改訂された際も「射手」がそのまま使用された。戦後の1952年（昭和27年）7月、日本天文学会は「星座名はひらがなまたはカタカナで表記する」とした。このときに、Sagittarius の訳名は「いて」と定まり、以降この呼び名が継続して用いられている。

### 方言
日本では、大分・島根・広島・岡山・香川・奈良・和歌山・静岡等で、南斗六星の升の部分に当たるζ-τ-σ-φ星の4星を、籾をふるい分ける農具である「箕」に見立てた「ミボシ（箕星）」と呼んでいたことが伝わっている。また、山口県吉敷郡佐山村須川（現・山口市）では、秋の夜に西方に見えるこの4星を「ナガサキミ（長崎箕）」と呼び、東方に見えるみずがめ座θ-γ-η-λの4星を「東京箕（トウキョウミ）」と呼んでいた。また和歌山県日高郡中津村（現・日高川町）には竹で作った箕に見立てた「タカミボシ（竹箕星）」、広島県安佐郡には藤のつるで編んだ箕に見立てた「フジミボシ（藤箕星）」という呼び名が伝わっていた。